# Légi vezetési és irányítási rendszer
A NATO légi vezetési és irányítási rendszere (Air Command and Control System; rövidítve: ACCS) mintegy 500 millió eurós program. Az új vezetési rendszer az európai NATO tagországok különböző szintű katonai vezetési pontjait látja el új légi vezetés és irányítási képességekkel, mely leváltani hivatott a NATO európai tagországaiban jelenleg üzemelő, különböző típusú és technikai színvonalon álló légi vezetési és irányítási rendszereket (mint pl.: NADGE, GEADGE, STRIDA) egy egységes rendszerrel.
Az ACCS program tervezete kombinálja a harcászati tervezés, feladatszabás és végrehajtás feladatait minden légi védekező, támadó és támogató művelet számára egy egységes rendszeren belül. A program legmagasabb szintű eleme az Egyesített Légi Műveletek Központ – angolul Combined Air Operations Centre, röviden CAOC.-, ahonnan a légi harcot irányítják. E vezetési szint alatt található a Légi Ellenőrző Központ – angolul Air Control Centre, röviden ACC -; az Azonosított Légihelyzet-kép (RAP) Előállító Központ - angolul Recognised Air Picture (RAP) Production Centre, röviden RPC - és a Szenzor Egyesítő Állás - angolul Sensor Fusion Post SFP. Ennek a három elemnek, valamint azok különböző mennyiségi variációjával nagyon széles harcászati feladatrendszer valósítható meg. A CAOC szint alatt a legszélesebb körben telepíteni tervezett vezetési elem az ARS, amely az ACC, az RPC és az SFP elemek kombinációjából áll.
Az ACCS program a fix és a mobil (telepíthető) elemek kiegyensúlyozott keverékével biztosítja a szükséges katonai feladatok megoldását. A nem fix vezetési elemeket Telepíthető ACCS Elemeknek – angolul Deployable ACCS Component-nek, röviden DAC-nak – nevezik. A telepíthető légi-vezetési elemekhez más program költségvetési forrásból a NATO telepíthető/mobil szenzorok beszerzését is tervezi.
A program egyik alapvető eleme a NATO Hálózat Kapcsolódási Képesség programjának is.
A programot a NACMA irányítja az NC3A tudományos, a NATO Programozó Központ - angolul NATO Programming Centre, rövidítve NPC - rendszer- és szoftver tervezési, a NAMSA logisztikai és a SHAPE hadműveleti támogatásával. Az ACCS építéséről szóló szerződést az Air Command Systems International (ACSI) konzorciummal kötötték meg 1999. novemberben. 2000. óta az ACSI a ThalesRaytheonSystems (TRS) része.
A telepített ACCS integrált rendszertámogatását tervek szerint a NATO Programozó Központ fogja biztosítani a NAMSA támogatásával.
Magyarország 2000-ben csatlakozott a programhoz és egy ARS telepítésére tett vállalást a jelenleg használt MASE légi-vezetési rendszer leváltására.

## Lásd még
- Észak-atlanti Szerződés Szervezete

## Külső hivatkozások
- NATO ACCS Igazgatási Ügynökség - fő weboldal
- NATO C3 Ügynökség - fő weboldal
- NATO Programozó Központ - fő weboldal
- NATO Karbantartó és Beszállító Ügynökség - fő weboldal Archiválva 2006. március 15-i dátummal a Wayback Machine-ben
- SHAPE - fő weboldal
- Légvédelmi fejlesztési program Archiválva 2009. december 21-i dátummal a Wayback Machine-ben